# Жоравська волость
Жоравська волость — адміністративно-територіальна одиниця Пирятинського повіту Полтавської губернії з центром у селі Жоравка.
Станом на 1885 рік — складалася з 10 поселень (с. Жоравка, с. Годунівка, с. Лозовий Яр, Жоравські (Сулиминські) хутори), 10 сільських громад. Населення 5769 — осіб (2959 осіб чоловічої статі та 2810 — жіночої), 1067 дворових господарств.
Станом на 1912 рік — складалася з 11 поселень (д. Жоравка, х.Веселий Кут, с. Годунівка, х.Гриневичівський, х.Довженківський, с. Лемешівка, с. Лозовий - Яр, Жоравські (Сулимині) хутори (Бакшівський, Лєбєдєв, Сотничій, Сулимін), 

Старшинами волості були:
- 1900 року селянин Федір Тимофійович Жежера[2];
- 1904 року селянин Федір Іванович Замора[3];
- 1913—1915 роках козак Григорій Васильович Корнієнко[4],[5].